# Luxemburg
Luxemburg, hivatalosan Luxemburgi Nagyhercegség egy minden oldaláról szárazföld által határolt kis ország Északnyugat-Európában. Szomszédai: Franciaország, Németország és Belgium. Belgium, Hollandia és Luxemburg szoros regionális együttműködését általában Benelux államokként említik.

Az állam nevét magyarul Luxemburgnak, fővárosáét pedig Luxembourgnak írjuk.
A legnagyobb európai miniállamot 1815-ben, a bécsi konferencia határozata hozta létre, de a nagyhercegi címet I. Vilmos holland királynak adták. Függetlenségét 1890-ben nyerte el, amikor Adolf nassaui herceg örökölte a nagyhercegi címet és megalapította a máig uralkodó Nassau-Weilbourg dinasztiát. Felszínét az Ardennek és az Eifel-hegység uralja, déli része lankás lépcsővidék. Az óceáni éghajlat kedvez a mezőgazdaságnak. A Mosel folyó menti lejtőkön borszőlőt termesztenek. Fő ásványkincse a vasérc, melyre kohászat települ. Fővárosa Luxembourg, Európa egyik fontos pénzügyi központja.
A magyar Nógrád vármegyéhez hasonló területével Európa hetedik legkisebb országa. 2025-ben mintegy 685 ezer lakosa van, amivel Európa egyik legkevésbé lakott országa, bár a legmagasabb népességnövekedési ütemmel rendelkezik; és a lakosság közel felét a külföldiek teszik ki.
Fejlett ország, a Föld egyik legmagasabb, egy főre jutó nominális és vásárlóerő-paritáson mért GDP-jével. Emellett előkelő helyen áll a várható élettartam, az emberi fejlettség  és az emberi jogok, továbbá a sajtó- és médiaszabadság tekintetében is. Az átlagfizetéseket tekintve is a világ és Európa élvonalában van.

## Földrajz

### Domborzat

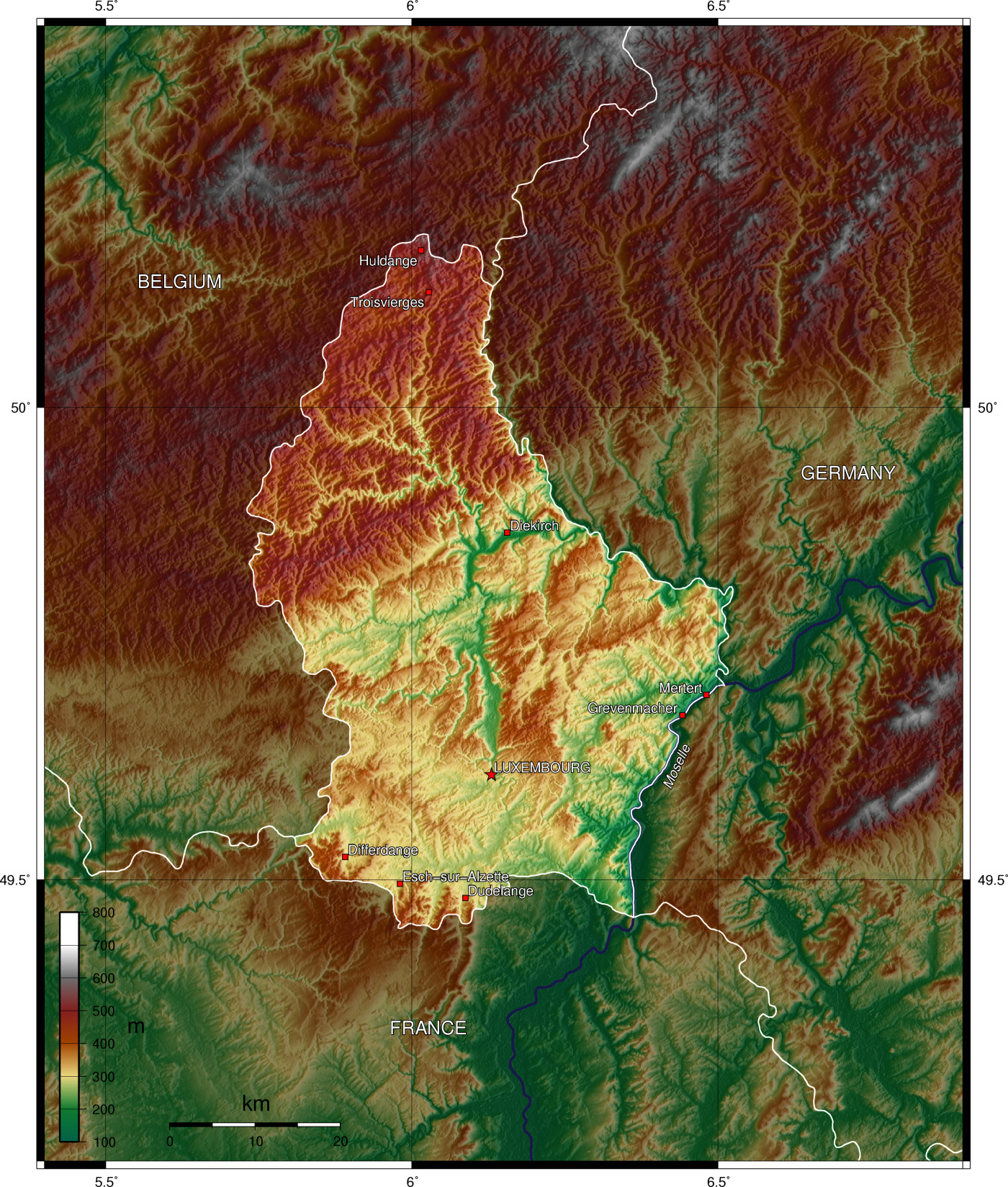
Luxemburg domborzati térképe

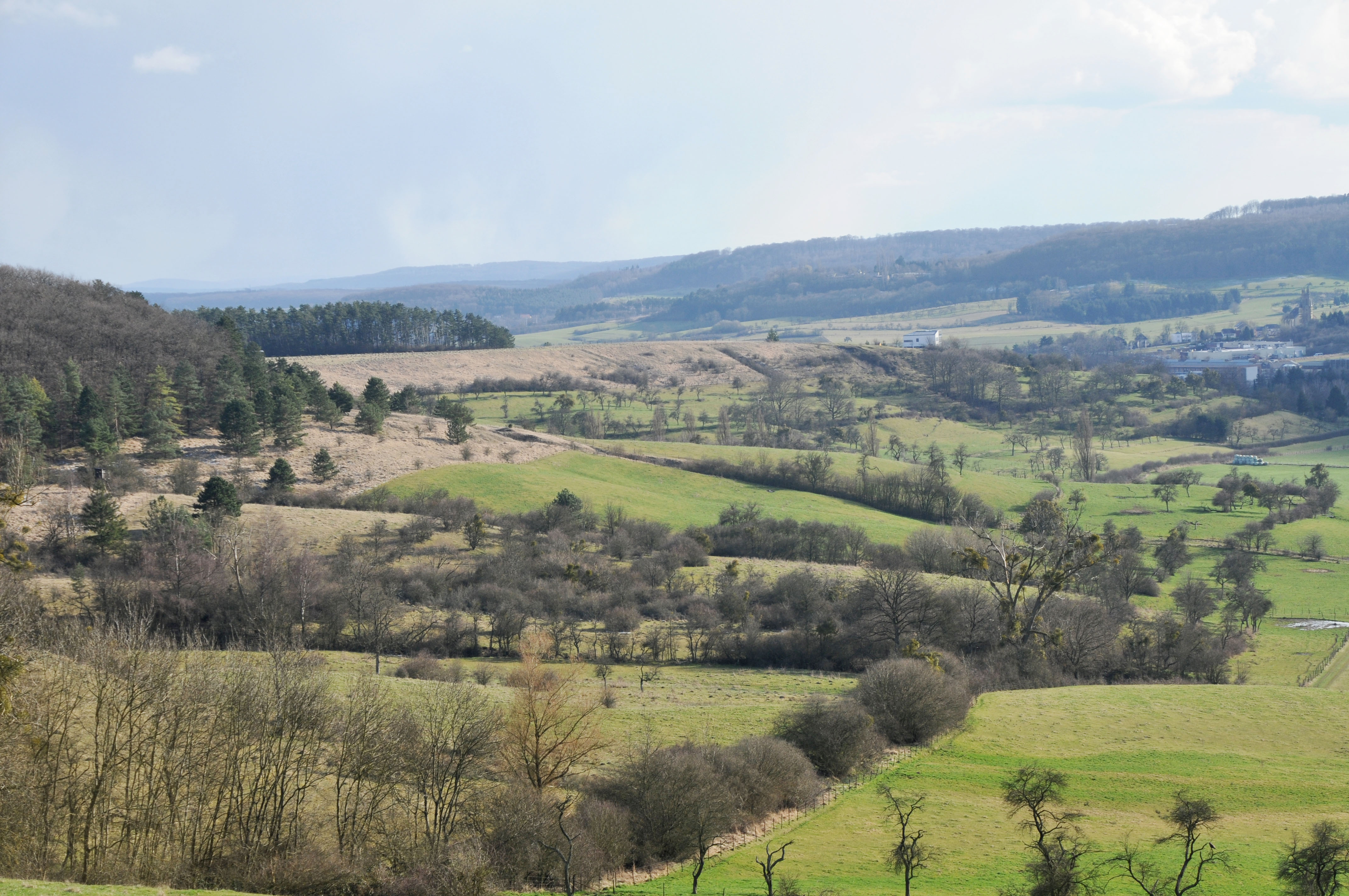
Tájkép, Aarnescht természetvédelmi terület

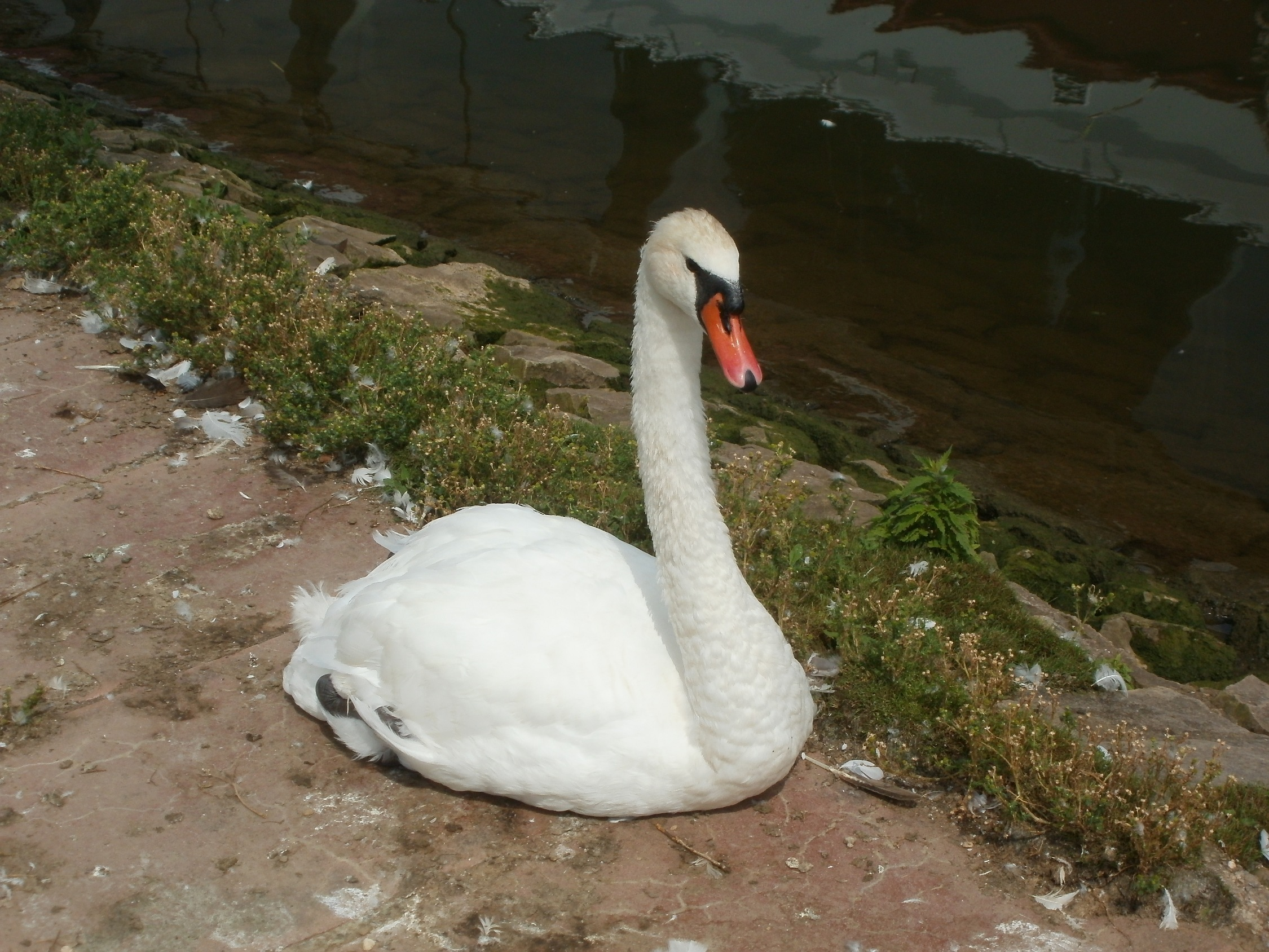
Hattyú a Mosel-folyó partján

Két fő természetes tájegységre oszlik.
Oesling
Északon az Oesling nevű vidéket az Ardennek és az Eifel-hegység meredek falú, völgyekkel szabdalt, erdős fennsíkja alkotja. Ez a tájegység az ország területének 32%-át alkotja, jelentős turisztikai célpont. Itt található Luxemburg legmagasabb pontja 560m tengerszint feletti magasságon Wilwerdange település környékén (Mount de Holdingen). A régióban számos természetes és mesterséges tó, folyók, illetve a dombok-völgyekben épített falvak találhatók. A dombokat jórészt tölgy- és fenyőerdők borítják. A régió legjelentősebb települései Wiltz, Clervaux és Vianden.
A Troisvierges-fennsík az Oesling északi részén található térségben a mezőgazdaság dominál, itt már kevés erdő található. Ez Luxemburg leghűvösebb és legcsapadékosabb tájegysége. Wiltz környékén található Ardenneki-fennsík, amelyet folyók szabdalnak meredek falú völgyekké, az Oesling legjellegzetesebb régiója.
Guttland
Az ország déli részén található Guttland (szó szerint jó föld) lankás vidék a Mosel és Sauer széles völgyeivel, az ország területének 68%-át alkotja. Itt található a főváros, Luxembourg is. A tájegység nagyobb régiói:
- A Grès de Luxembourg fennsíkon jelentős erdőségek találhatók
- A márgás talajú völgyek, amelyek a Grès de Luxembourg és Dogger lábánál található, mezőgazdasági művelésre kiválóan alkalmas, területének 2/3-a áll művelés alatt
- A Mosel völgye az egyik leglátványosabb folyóvölgy Luxemburgban, méretei és változatos tájai révén. Az ország egyik legfontosabb turisztikai célpontja, illetve a luxemburgi szőlő- és bortermesztés központja
- A Mullerthal vagy Petite Suisse luxemburgoise („Kis-Svájc”) néven ismert régió a Moseltől északra, a német határ mentén található, ahol összesen több mint 100 km hosszúságban építettek ki kiránduló- és bicikliutakat. A régió központja Echternach, az ország egyik legrégebbi települése
- A Terres rouges vagy „vörös földek” néven ismert régió az ország déli részén található, ahol egykor igen jelentős bányászati és kohászati tevékenység folyik, a vörös föld pedig a bányaművelés meddőhányóira utal. A régió központja Esch-sur-Alzette, Luxemburg második legnagyobb városa.
- A „hét kastély völgye” (Vallée des sept châteaux) kisrégió 24 km-en egyesíti az ország legszebb állapotban fennmaradt kastélyait: Mersch, Schoenfels, Hollenfels, Septfontaines, a két ansembourg-i kastély és Koerich.

### Vízrajza
Jelentősebb folyók: Mosel (Moselle), Sauer (Süle), Our és Alzette.

### Éghajlata
Éghajlata az óceáni jellegű és a kontinentális jellegű között ingadozik. Az évi átlaghőmérséklet 2008-ban 9,7 °C (január 0. °C, július 18. °C), az évi átlagos csapadékmennyiség 782 mm, a napos órák száma 1430.
Az óceáni hatás révén minden évszakban rendszeresen esik az eső, a telek pedig enyhék, csapadékosak. Amikor a kontinentális hatás érvényesül, nyáron jelentős melegre, télen pedig hideg, száraz fagyokra lehet számítani. A legmelegebb hónapok általában július és augusztus, de igen gyakran a napsütéses órák száma májusban és júniusban a legnagyobb. Szeptemberben és októberben is sokat süt a nap.

### Élővilág, természetvédelem
Növényvilága a szomszédos belga és német erdős hegyvidékekhez, illetve a franciaországi kultúrtájakhoz hasonló. A jellemző fafajták a bükk, a tölgy, a lucfenyő; a tisztásokon hanga és magyal él. A déli részeken mediterrán vidékekre jellemző ajakosvirágúak is előfordulnak. Állatvilága is közép-európai jellegű, szarvasok és vaddisznók, ragadozómadarak élnek főleg az erdős vidékeken.
Vizei halban gazdagok, pisztráng, csuka, süllő, angolna, ponty és sok más halfajta él bennük.

#### Nemzeti parkjai
Nincs nemzeti parknak nevezett nemzeti park. Hasonló szerepet betöltő természetvédelmi terület: Parc Naturel Haute-Sûre Forêt d’Anlier. Ez a természetvédelmi terület közös Belgiummal, az Ardennek hegységben található.
Főbb természetvédelmi területek: Bongertel, Altenhoven, Halbtrockenrasen (félszáraz gyepes rész), Junglinsterben (Jonglënster), Deiwelskopp-i tanösvény, Prënzebierg.

## Története

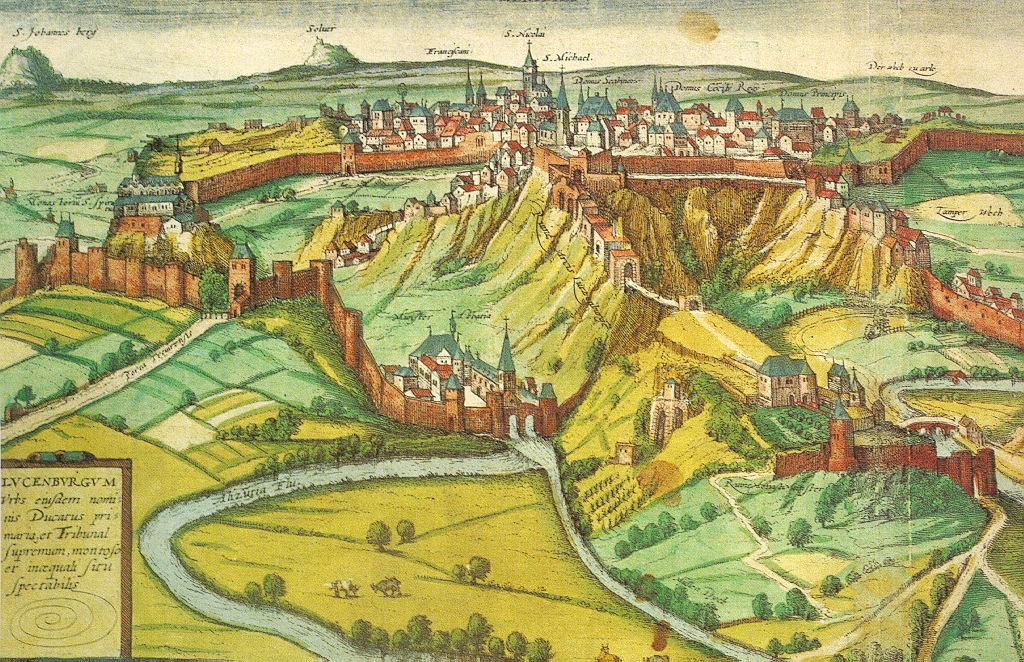
Luxembourg erődje (1649)

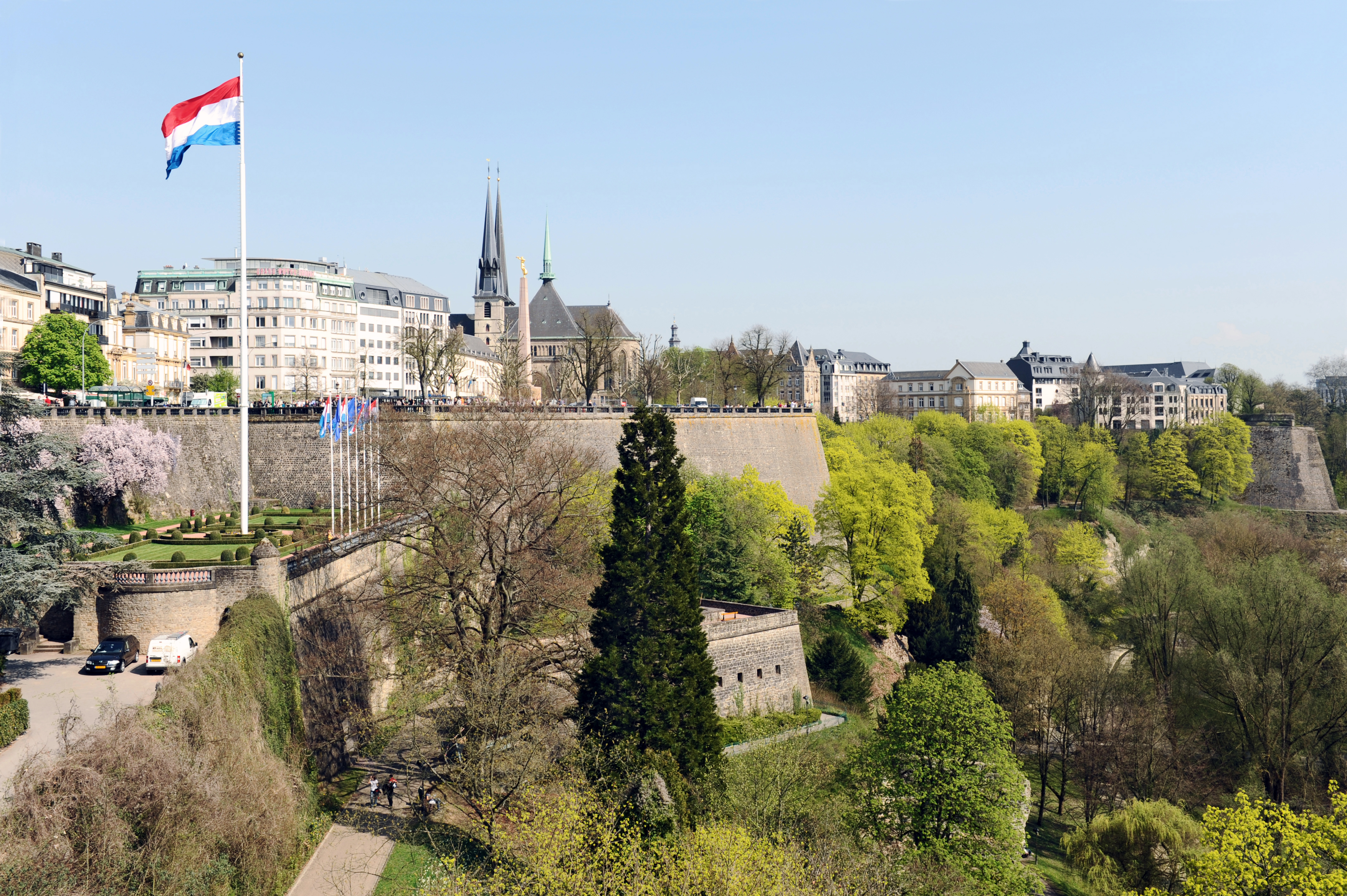
Luxembourg erődje ma

963-ban Siegfried, az Ardennek grófja megszerezte a Lucilinburhuc nevű kis erődítményt és ott alakította ki grófi székhelyét. IV. Károly német-római császár Vencel nevű féltestvérét 1354-ben megtette Luxemburg hercegévé. 1443-ban a luxemburgi hercegség Jó Fülöp burgundi herceg kezébe kerül. Négy évszázados külföldi uralom vette kezdetét.
Luxemburg 1506-ban a spanyol Habsburgok tulajdonába került, amikor V. Károly császár apja jogán a burgundiai birtokokat, anyja jogán pedig Spanyolországot örökölte meg.
1659-ben a pireneusi béke nyomán Spanyolország átadta Luxemburg déli részeit (Thionville és tartozékai) XIV. Lajos francia királynak. XIV. Lajos csapatai 25 év múlva, az ún. „egyesítési háború” során Vauban marsall vezetésével, több hónapos ostrommal 1684 júniusában elfoglalták Luxembourg erődjét.
1697-ben a pfalzi örökösödési háborút lezáró rijswijki (ryswicki) békeszerződés részeként megkötött spanyol–francia egyezmény nyomán Spanyolország visszakapta Luxemburg hercegséget, kivéve az 1659-es pireneusi békében átadott területeket. 1713–14 között a spanyol örökösödési háború nyomán az utrechti és rastatti békében a Habsburgok és a Bourbonok felosztották a spanyol örökséget. Luxemburgot VI. (Habsburg) Károly német-római császár kapta meg. A francia forradalom után kirobbant első koalíciós háborúban a francia forradalmi hadsereg ostrom alá vette a luxembourgi erődítményt. A védők fél évre elegendő készletekkel rendelkeztek, de 7 hónapon át tartó ostrom után 1795. június 6-án-án fel kellett adniuk az erődrendszert, amely a napóleoni háborúk végéig szilárdan francia kézben maradt.
1815-ben a bécsi kongresszus döntése nyomán Luxemburg nagyhercegség formájában önálló állammá vált. Az első nagyherceg I. Vilmos holland király (orániai-nassaui ház) lett, azaz Luxemburg és Hollandia perszonáluniót alkotott. 9 évvel az 1830-as belga forradalom után a londoni egyezményben a nagyhatalmak megerősítették Luxemburg függetlenségét, de nyugati része Belgium részévé lett (a Luxembourg nevű belga tartomány). Kialakult az ország mai határa.
1842-ben Luxemburg vámunióra lépett Poroszországgal. 1866-ban a porosz–osztrák–olasz háború nyomán feloszlott a Német Szövetség, amelynek Luxemburg is tagja volt 1815 óta. A Porosz Királyság vezetésével újjáalakult Északnémet Szövetségnek Luxemburg már nem lett a tagja, csak laza kapcsolatot tartott fenn vele. Egy évvel később III. Napóleon vételi ajánlatot tett III. Vilmos holland királynak és luxemburgi nagyhercegnek Luxemburgra. Bismarck ellenezte a tervet. A nemzetközi feszültséget okozó „luxemburgi kérdést” egy új londoni egyezmény oldotta meg, amely kimondta Luxemburg örökös semlegességét és demilitarizált státuszát. A porosz csapatok kivonásának előfeltételeként le kellett rombolni Luxembourg erődítményeinek nagy részét, csak azok a kazamaták maradhattak meg (és láthatók ma is), amelyeknek felrobbantása a város beépített negyedeinek pusztulásával járt volna.

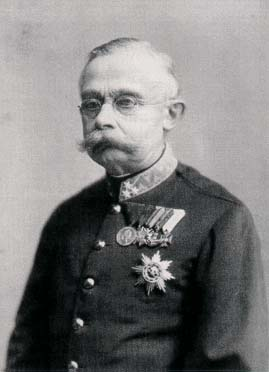
Adolf luxemburgi nagyherceg

1890-ben III. Vilmos holland király férfi örökös nélkül halt meg, utódja a holland trónon Vilma királynő lett. A perszonálunió feltételei szerint a nagyherceg csak férfi lehetett, ezért a nagyhercegi cím Adolf nassaui hercegre szállt. Ez jelentette a jelenlegi nagyhercegi dinasztia kezdetét. 1914. augusztus 2-án a német csapatok megszállták Luxemburgot. 1918–ban Luxemburg felmondta a Német Birodalommal addig fennállott vámuniót. Három év múlva a nagyhercegség gazdasági unióra lépett Belgiummal.
1940. május 10-én a német hadsereg újra elfoglalta Luxemburgot; a nagyhercegi család száműzetésbe vonult. 1947–ben megalakult a Benelux vámunió. 2 évvel később Luxemburg a NATO alapító tagja lett.
1951-ben a nagyhercegség az Európai Szén- és Acélközösség alapító tagja volt, 1952-től a szervezet székhelye is ide került. Luxemburg 6 év múlva az Európai Gazdasági Közösség alapító tagja lett. Az EU több fontos intézménye jelenleg is az ország fővárosában található.
2002-ben az euró lett az ország hivatalos valutája.

## Államiságának története
Az önálló luxemburgi állam létrejöttét és fennmaradását nagyrészt az európai nemzetközi erőviszonyok alakulása tette lehetővé. A napóleoni háborúkat lezáró 1815-ös bécsi kongresszus a korábban Franciaország által annektált luxemburgi hercegséget – amelyhez akkor hozzátartozott a mai Belgium Luxembourg tartományának területe is – független nagyhercegség rangjára emelte és nagyhercegének I. Vilmos holland királyt tette meg, mintegy kárpótlásul a holland király által a Rajna-vidéken elszenvedett területi veszteségekért. Az ekkor kialakult Nagy-Hollandiához tartozott egyébként az Egyesült Tartományok (a mai Hollandia), a volt Osztrák Németalföld (kb. a mai Belgium) valamint az utóbbitól addig külön álló Liège fejedelemsége.
A luxemburgi nagyhercegség egyúttal része lett a Német Konföderációnak, ennek a mintegy 40 államból álló szövetségnek, amelynek feladata Franciaország féken tartása volt; Luxembourg városában pedig ennek jegyében porosz helyőrség rendezkedett be.
Az így létrejött Luxemburg Nagyhercegség nyugati része (a mai belga tartomány) francia nyelvű volt (azaz a helyi vallon nyelvjárást beszélték), keleti részében pedig a német, illetve konkrétabban annak helyi nyelvjárása, a luxemburgi volt a beszélt nyelv.
A helyi lakosság passzívan fogadta a nagypolitikai fejleményeket. A holland király gyakorlatilag országa közönséges tartományaként kezelte a nagyhercegséget.
1830-ban a mai Belgium lakossága felkelt a holland uralom ellen és kikiáltotta függetlenségét. Luxemburg lakossága a belga felkelőket támogatta.
Ezúttal is a nagyhatalmak beavatkozására volt szükség: az 1831-es londoni szerződés („A XXIV. cikk Szerződése”) elválasztotta egymástól Belgiumot és Hollandiát. Luxemburgot mindkét fél magának követelte, végül a hosszan vajúdó „luxemburgi kérdést” ugyancsak Londonban oldották meg 1839-ben a nagyhercegség két részre osztásával: a nyugati részt Belgium kapta, a keleti, a lakosság tiltakozása ellenére, mint nagyhercegség, a holland királyság része maradt.
Luxemburg számára igen nehéz korszak következett. Életképességét sokan – saját lakosságának nagy része is – kétségbe vonták. Minden szomszédja igényt támasztott területére, annak ellenére, hogy ebben az időszakban az ország kimondottan szegény vidék volt.
1842-ben Luxemburg a Német Vámunió része lett, ami ugyan további veszélyeket jelentett függetlenségére, de az időközben felfedezett nagy vasérckészletek kiaknázásának beindulásával megnyitotta a komoly gazdasági fejlődés útját.
1867-ben újabb londoni szerződés erősítette meg az ország függetlenségét. Az 1870-es évektől a vasércbányászat és kohászat alapján felgyorsult az ipari fejlődés. 1913-ban már 2,5 millió tonna öntöttvasat és 1,4 millió tonna acélt termelt a kis ország, lépést tartva a német ipari fejlődéssel. A munkaerő-szükségletet bevándorlásból kellett fedezni: 1875–1930 között Németországból, 1890–1960 között Olaszországból, 1960 után Portugáliából volt jelentős betelepedés.
A 19. század minden nyugat-európai válsága során veszélyben forgott az ország függetlensége, Németország pedig a 20. század mindkét világháborúja során be is kebelezte. A megszállások azonban tovább erősítették a luxemburgi nemzeti érzést, és a nagy háborúk után újra meg újra megszilárdult az ország függetlensége szomszédaival szemben. Az ország helyzetének folyamatos veszélyeztetettsége is hozzájárult ahhoz, hogy Luxemburg az egyenrangú európai egységesülés élharcosa lett és mindvégig aktív szerepet játszott az Európai Unió létrejöttéhez vezető európai integrációs folyamatban.
A gazdaság alapja a 20. század hatvanas-hetvenes éveiig az acéltermelés volt, annak fellendüléseit és visszaeséseit követte az ország jóléte. 1930-tól gyakorlatilag a teljes nyersvastermelést feldolgozták acéllá. 1974-ben 6,45 milliót tonna acélt termelt a luxemburgi kohászat, amikor az ország lakossága mindössze 375 ezer fő volt.
Az 1960-as évektől a kormányzat nagy erőfeszítéseket tett a gazdaság diverzifikálására. Ösztönözték más iparágak, így a vegyipar és a fémfeldolgozás fejlesztését.
A döntő változást a pénzügyi szolgáltatásoknak ugyancsak az 1960-as évektől megindult fellendülése hozta. Az országban működő bankok és más pénzügyi intézmények száma az 1966-os 17-ről 1999-re 220 darabra emelkedett. A bankszektor foglalkoztatásának növekedése ellensúlyozta az ipari foglalkoztatás csökkenését, a munkanélküliséget sikerült igen alacsony, 2–4%-os szinten tartani.
Államiságának összes szimbólumát csak fokozatosan, már az európai integráció keretein belül alkotta meg, illetve véglegesítette a nagyhercegség. A címer mai formáját 1972-ben határozták meg V. Henry, Luxemburg grófja (1235–1239) címerének alapján. A címernek van kis, közepes és nagy változata.
A nemzeti ünnep a 18. század óta érvényes szokás szerint az uralkodó születésnapja. Charlotte nagyhercegnő hosszú uralkodása (1919–1964) alatt ez január 23-ra esett. 1961-ben gyakorlati, klimatikus okokból áthelyezték az ünnepet június 23-ra, ettől kezdve ezen a napon ünneplik minden uralkodó jelképes születésnapját.
A luxemburgi parlament 1984-ben emelte a nemzeti nyelv rangjára a luxemburgi nyelvet, a német helyi dialektusát.
A luxemburgi zászló színeit a nagyherceg határozta meg az 1993. július 27-i a törvénynek megfelelően. A hagyományos piros-fehér-kék színeket az azonos holland zászlótól való megkülönböztetés érdekében úgy módosították, hogy világoskék árnyalatot (színkódja Pantone 299C) választottak. A piros színkódja Pantone 032C.
Ugyancsak az 1993. július 17-i törvény véglegesítette a luxemburgi himnuszt, az Ons Hémécht-et.

## Államszervezet és közigazgatás

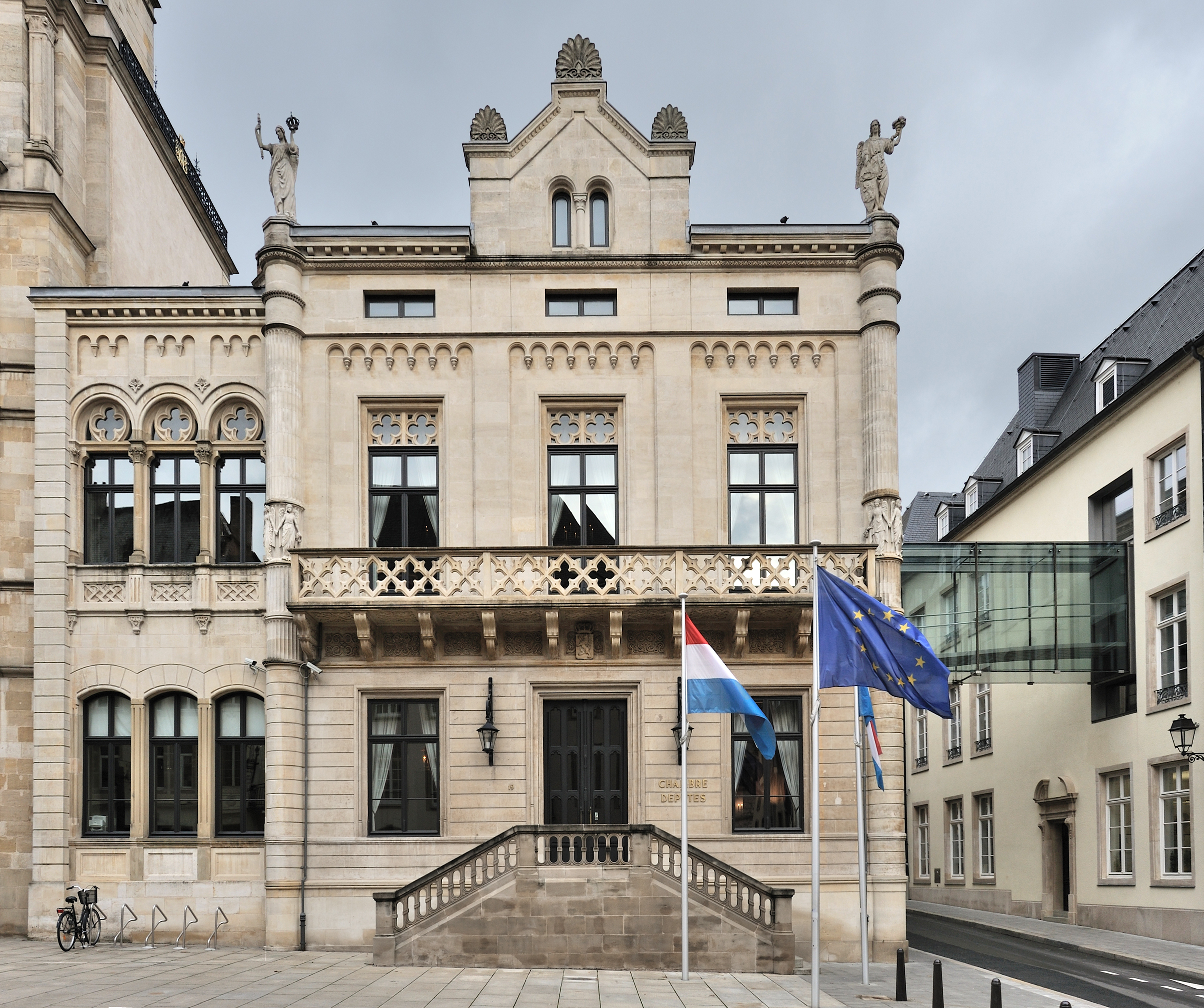
A parlament épülete

### Alkotmány, államforma
Szervezeti és működési kereteit biztosító alkotmánya 1868. október 17-én lépett hatályba, azóta többször jelentősen módosították. Alkotmánya szerint Luxemburg örökletes alkotmányos monarchia.

### Törvényhozás, végrehajtás, igazságszolgáltatás
A törvényhozó hatalmat a 60 tagú, öt évre választott egykamarás parlament, a Képviselőház (Chambre de Députés) gyakorolja. Néhány törvényhozási funkciót a nagyherceg által kinevezett 21 tagú tanácsadó Államtanácsra ruháztak, amelynek döntéseitől a törvényhozás eltérhet.
A végrehajtó hatalom a nagyherceg kezében van, ő nevezi ki a parlamentnek felelős Minisztertanács tagjait.
Bírósági szervezeti rendszere élén álló Legfelsőbb Bírósága két fellebbezési bíróságból és egy semmítőszékből áll.

### Politikai pártok
| Név | Név  | Ideológia             | Parlamenti képviselők száma | EP-képviselők | Helyi képviselők |
| --- | ---- | --------------------- | --------------------------- | ------------- | ---------------- |
| Alternatív Demokratikus Reformpárt Alternativ Demokratesch Reformpartei Parti réformiste d’alternative démocratique  | ADR  | Jobboldali, populista | 4                           | 0             | 5                |
| Keresztény Szociális Néppárt Chrëschtlech Sozial Vollekspartei Parti populaire chrétien social                       | CSV  | Kereszténydemokrata   | 26                          | 3             | 151              |
| Polgári Lista Biergerlëscht Liste des citoyens                                                                       |      | Jobboldali, populista | 0                           | 0             | 1                |
| Luxemburgi Kommunista Párt Kommunistesch Partei Lëtzebuerg Parti communiste luxembourgeois                           | KPL  | Kommunista            | 0                           | 0             | 0                |
| Demokrata Párt Demokratesch Partei Parti démocratique                                                                | DP   | Konzervatív-liberális | 9                           | 1             | 100              |
| A Zöldek Déi Gréng Les verts                                                                                         |      | Környezetvédő         | 7                           | 1             | 41               |
| A Baloldal Déi Lénk La gauche                                                                                        |      | Szocialista           | 1                           | 0             | 1                |
| Luxemburgi Szocialista Munkáspárt Lëtzebuerger Sozialistesch Arbechterpartei Parti ouvrier socialiste luxembourgeois | LSAP | Szociáldemokrata      | 13                          | 1             | 165              |
| Luxemburgi Kalózpárt Piratepartei Lëtzebuerg Parti pirate du Luxembourg                                              |      | Kalózpárt             | 0                           | 0             | 0                |

### Közigazgatási beosztás
Luxemburg 3 körzetre oszlik, amelyek további 12 kantonra és 116 önkormányzatra vannak osztva. Az önkormányzatok közül 12 rendelkezik városi ranggal, köztük a legnagyobb Luxembourg, az ország fővárosa. Az ország területén négy szavazókörzetet alakítottak ki.
A 3 körzet és a kantonok neve:
| 1. Diekirch - Diekirch - Clervaux - Redange-sur-Attert - Vianden - Wiltz | 2. Grevenmacher - Grevenmacher - Echternach - Remich | 3. Luxembourg - Luxembourg - Capellen - Esch-sur-Alzette - Mersch | Luxemburg körzetei |

### Védelmi rendszer
A luxemburgi hadsereg főparancsnoka a mindenkori nagyherceg. 1967. június 29-én eltörölték a hadkötelezettséget, jelenleg a luxemburgi hadsereg csak önkéntesekből áll, a következő összetételben:
- 430 önkéntes sorkatona (további 70 tartalék)
- 100 hivatásos tiszthelyettes (további 10 tartalékos)
- 30 hivatásos tiszt, beleértve 1 orvost és egy fogorvost, két katonai ügyészt, két tábori lelkészt (további 10 tartalékos tiszt)
- 60 fős katonazenekar
- kb 100 közalkalmazott.

Mint szárazföldi országnak, Luxemburgnak nincsen haditengerészete, sem légiereje. A NATO alárendeltségébe tartozó 17 légtérellenőrző repülőgépet (AWACS) azonban Luxemburgban jegyezték be.

## Népesség

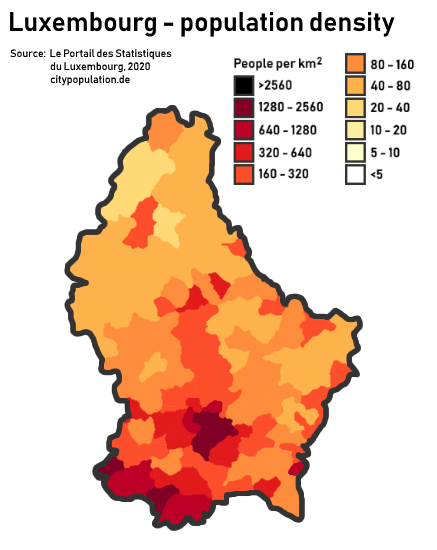
Luxemburg népsűrűsége 2020-ban

### Általános adatok
Luxemburg népessége 2020-ban 626 ezer fő volt. Népsűrűsége ebben az évben 234 fő/km2.
A várható átlagos élettartam 2010-ben férfiaknál 77,6 év, nőknél 82,7 év volt. Az átlagéletkor 38,51 év. A csecsemőhalandósági ráta 2009-ben 3‰ volt.

### Népességének változása
| Lakosok száma | 313 970 | 334 995 | 355 050 | 365 225 | 373 450 | 402 925 | 441 525 | 488 650 | 602 000 | 681 987 |
|               | 1960    | 1967    | 1974    | 1981    | 1988    | 1994    | 2001    | 2008    | 2018    | 2025    |

### Etnikai, nyelvi, vallási összetétel

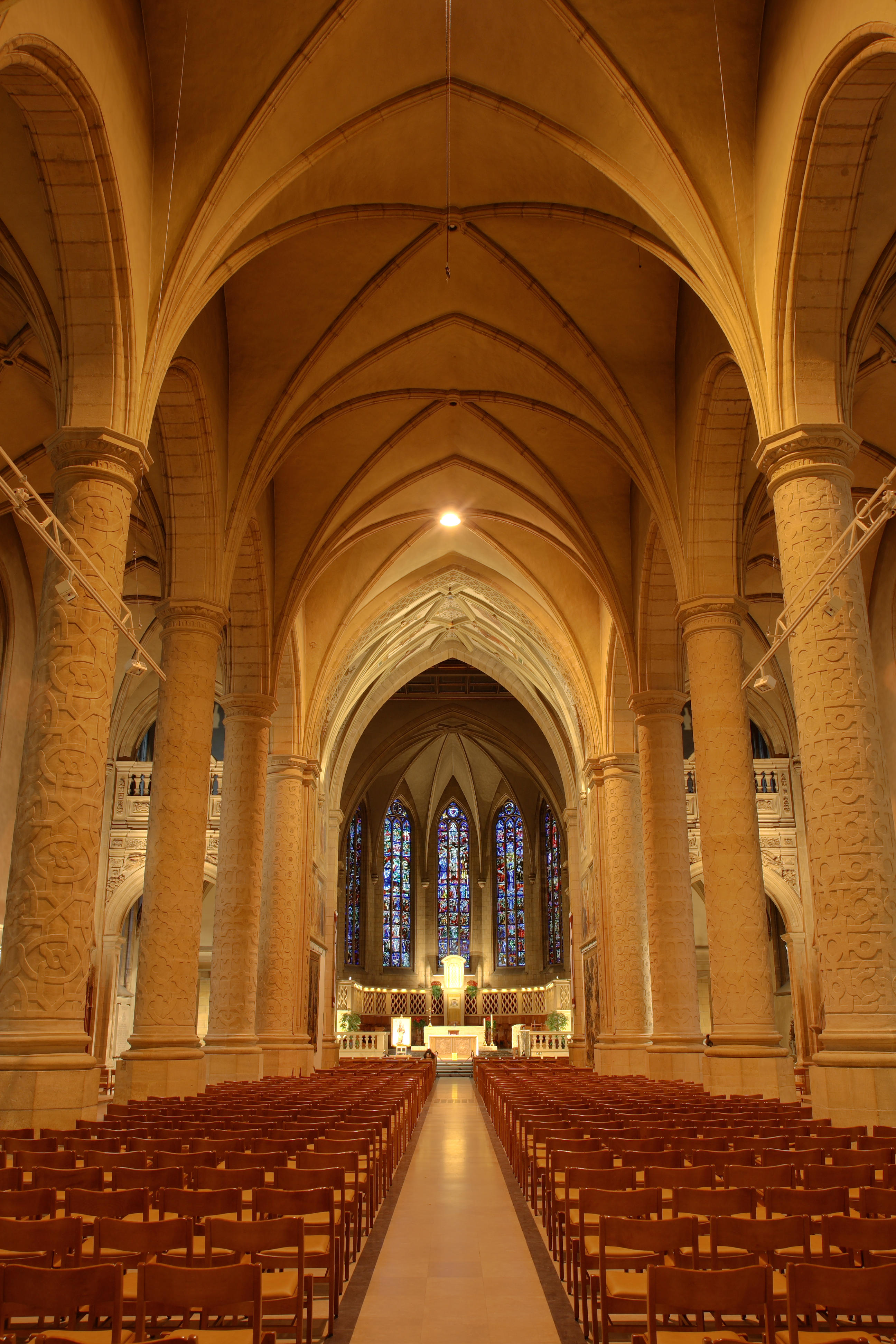
A Notre-Dame-katedrális belső tere, Luxembourg

2010-ben a lakosság 43,1%-a külföldi volt (összesen 216 400 fő). A külföldiek közül a legnagyobb arányban a portugálok (79 800 fő, 15,9%), franciák (29 700 fő, 6%), olaszok (18 200 fő, 3,6%), belgák (16 700, 3,3%) és németek (12 000 fő, 2,4%) vannak jelen az országban..
Nemzetiségre való tekintet nélkül a lakosság 77%-a beszéli a luxemburgit anyanyelvi szinten, 13% pedig második nyelvként. A francia nyelv esetében ez 6% és 90%, a német esetében 4% és 88%, az angol esetében 1% és 60%.
Vallás: római katolikus (95%), protestáns (1%), egyéb (4%)

### Kor szerinti összetétel
2010-ben a lakosság 17,47%-a volt 15 év alatti, 68,3%-a 15 és 64 év közötti, 14%-a pedig 65 év feletti. A férfiak és a nők között a legnagyobb csoportot a 40-44 év közöttiek képviselik (mindkét esetben a lakosságnak több mint 4%-a).

### Szociális rendszer
A luxemburgi szociális berendezkedés már mintegy fél évszázada sikeresnek bizonyul a nagyobb társadalmi konfliktusok elhárításában.
A társadalmi párbeszéd első szintje a munkahelyi kollektív szerződések rendszere, amely egy 1965-ös törvényen alapul. Ezt a törvényt 2004-ben tovább finomították, kiterjesztve a kollektív szerződéseket megkötni jogosult szakszervezetek körét a nemzeti szinten reprezentáns szövetségekről azokra is, amelyek egy-egy szektorban jelentősek, illetve azokra, amelyek az adott kollektív szerződés által érintett területen dolgozók legalább 50%-át képviselik.
A kollektív szerződések betartását a munkaügyi minisztérium ellenőrzi. A jogvitákat egy nemzeti békéltetési hivatal, illetve egy döntőbíróság kezeli.
A második szintet az egész országot, minden ágazatot átfogó intézményrendszer alkotja. Ennek részei (2004-ben) a Gazdasági és Szociális Bizottság, a Gazdasági Ciklusok Bizottsága, a Nemzeti Foglalkoztatási Bizottság, a Nemzeti Háromoldalú Egyeztető Bizottság, a Nők Munkaügyi Bizottsága, a Foglalkoztatási Állandó Bizottság, valamint az Ipari Kapcsolatok és Foglalkoztatás Kutatóintézete.
Mindezen intézmények a háromoldalú (kormányzat-munkaadók-munkavállalók) monitoring, konzultáció és együttműködés elve alapján tevékenykednek.

## Gazdaság

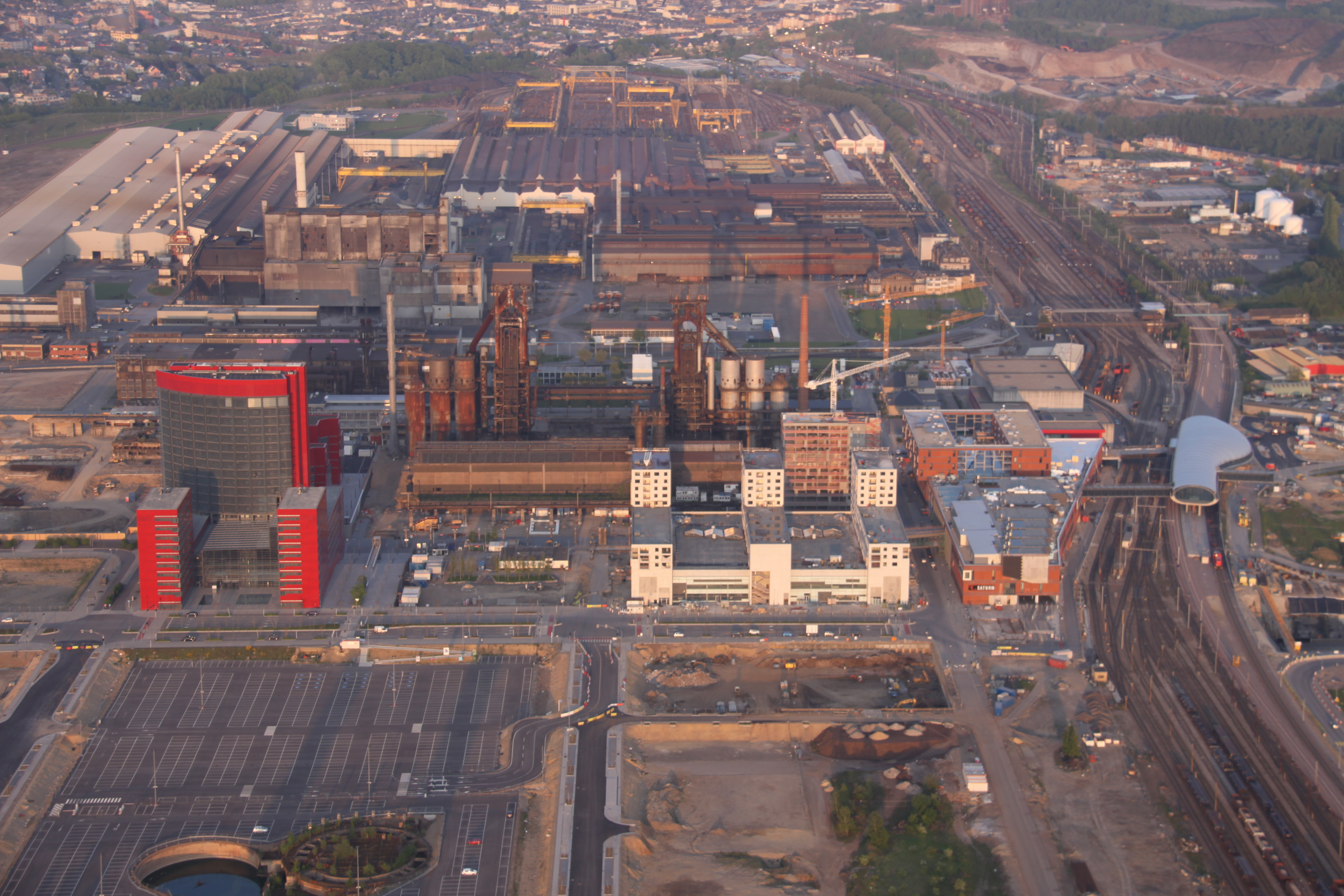
Belval

### Általános adatok
Gazdasági fejlettsége kimagasló, az egy főre jutó bruttó nemzeti termék (GNP) értéke magasabb mint Svájcban. A banki és biztosítási tevékenységek nemzetközi szinten meghatározóak, amelyből a GDP-jének több mint 20%-a származik. A túlnyomórészt külföldi tulajdonú bankok által előállított profit az 1990-es évektől napjainkig több mint 20%-kal nőtt évi átlagban. A kedvező pénzügyi szabályozásoknak és adózási feltételeknek köszönhetően Európa vezető offshore területe. A munkavállalók 1/3-a külföldi napi ingázó, naponta utazik ki az országból és tér haza. Nemzeti valutája: az euró, korábban luxemburgi frank volt. GNP: 18, 76 USD. GDP/fő: 113 043 USD. A GDP szektorális megoszlása: mezőgazdaság: 1%, ipar: 30%, szolgáltatások: 69%. A világ vezető szolgáltatásexportőre. Áruimportjában az ásványi anyagok, nyersanyagok és energiahordozók vezetnek. Külkereskedelmi kapcsolatainak közel 90%-át az Európai Unión belül bonyolítja le.
Betzdorfban székel az Astra telekommunikációs cég, amely Európa legkiterjedtebb műholdhálózatát üzemelteti.

### Gazdasági ágazatok

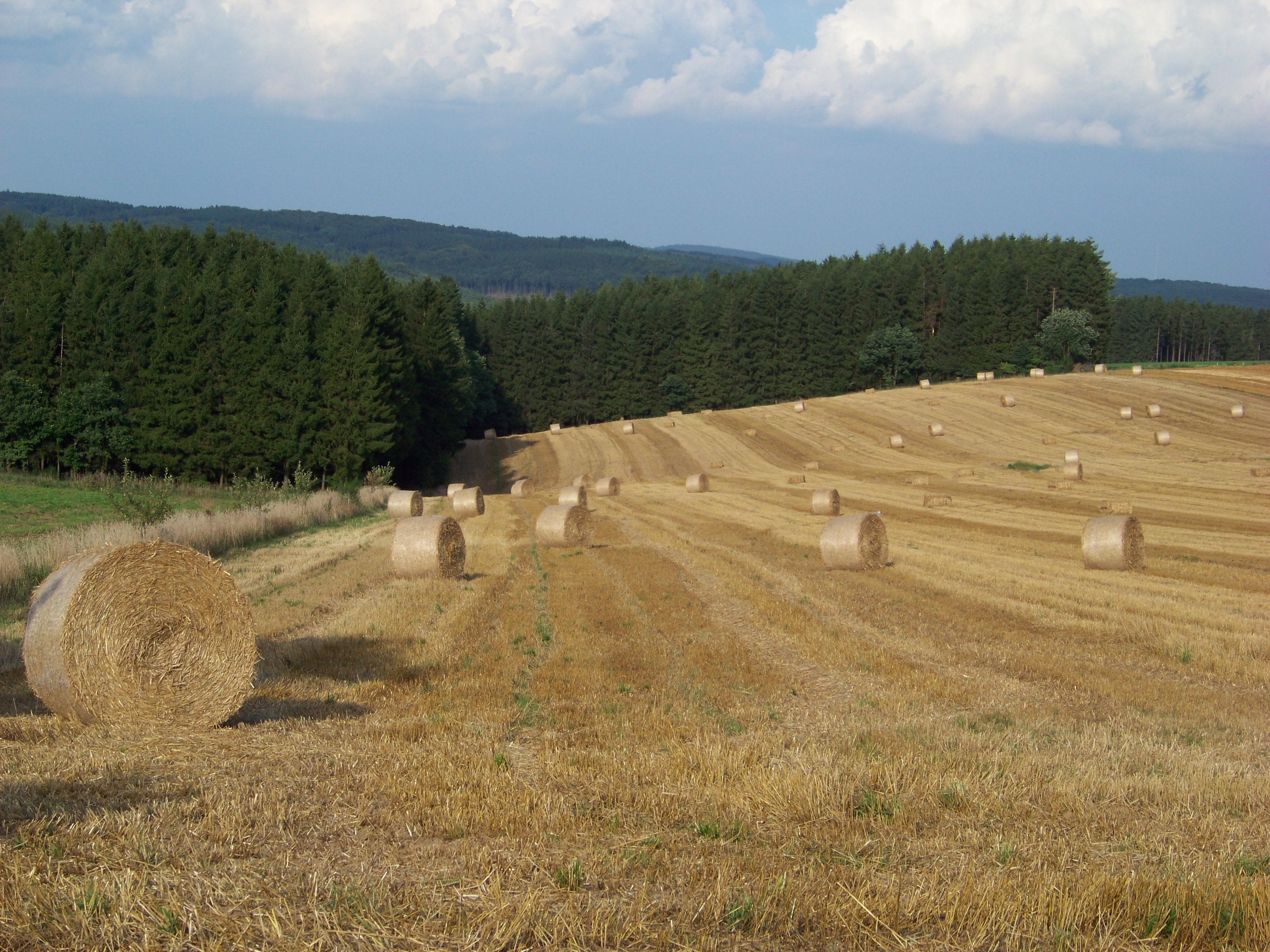
Szalmabálák egy földön

#### Mezőgazdaság
Luxemburg területének kb. 86%-át vonták be a mezőgazdasági vagy erdőgazdasági művelésbe. Ennek ellenére a mezőgazdaság csak igen kis hányadát teszi ki a nemzeti összterméknek. A mezőgazdaságban dolgozik 5400 fő, a népesség alig több mint 1%-a.
Növénytermesztés
2009-ben összesen 2242 farm üzemelt az országban, ebből 2012 gazdálkodott 2 hektárnál nagyobb területen. A farmok átlagos nagysága 64,9 hektár. A mezőgazdasági művelésbe bevont terület nagysága 130 762 hektár volt 2010-ben, amelyen gabonaféleségeket (az összes terület 23,3%-a) és állati takarmányt (18,4%) termeltek. Az összes mezőgazdasági terület 44,6%-a legelő. 2009-ben közel 98 000 tonna gabonát, 18 000 tonna repcét, 20 000 tonna burgonyát, 110 000 tonna állati takarmányt, 219 000 tonna kukoricát termeltek, illetve 554 000 tonna takarmányt takarítottak be a legelőkről.
Állattenyésztés
Az állatállományt tekintve első helyen állnak a szarvasmarhák (196 470 db), utána következnek a sertések (80 217 db), birkák (8824 db) és a lovak (4562 db) (2009-es adatok). Az állati eredetű élelmiszerek tekintetében a termelés 28 000 tonna hús és 284 000 tonna tej és tejtermék volt 2009-ben.
Szőlőgazdaság és bortermelés
A 2009/2010 szezonban 134 000 hektoliter bort termeltek Luxemburgban. A legjelentősebb fajták a Rivaner (47,2e hl), az Auxerrois (19,5 ezer hl), Elbling (16,1e hl), Riesling (14,5e hl) és a Pinot blanc (14,0e hl) voltak. A bortermelés azonban folyamatosan csökken – 1999/2000-ben 184 000 hektoliter bort termeltek. A helyi bortermelés jelentős hányada (kb. 50 ezer hl) kerül külföldi piacokra.

#### Erdőgazdaság
A nyilvános és magánerdők területe közel 90 000 hektár volt 2009-ben. A lombhullató erdőkből 128 500, a tűlevelű erdőből 124 200 m³ fát termeltek ki ebben az időszakban.

#### Ipar

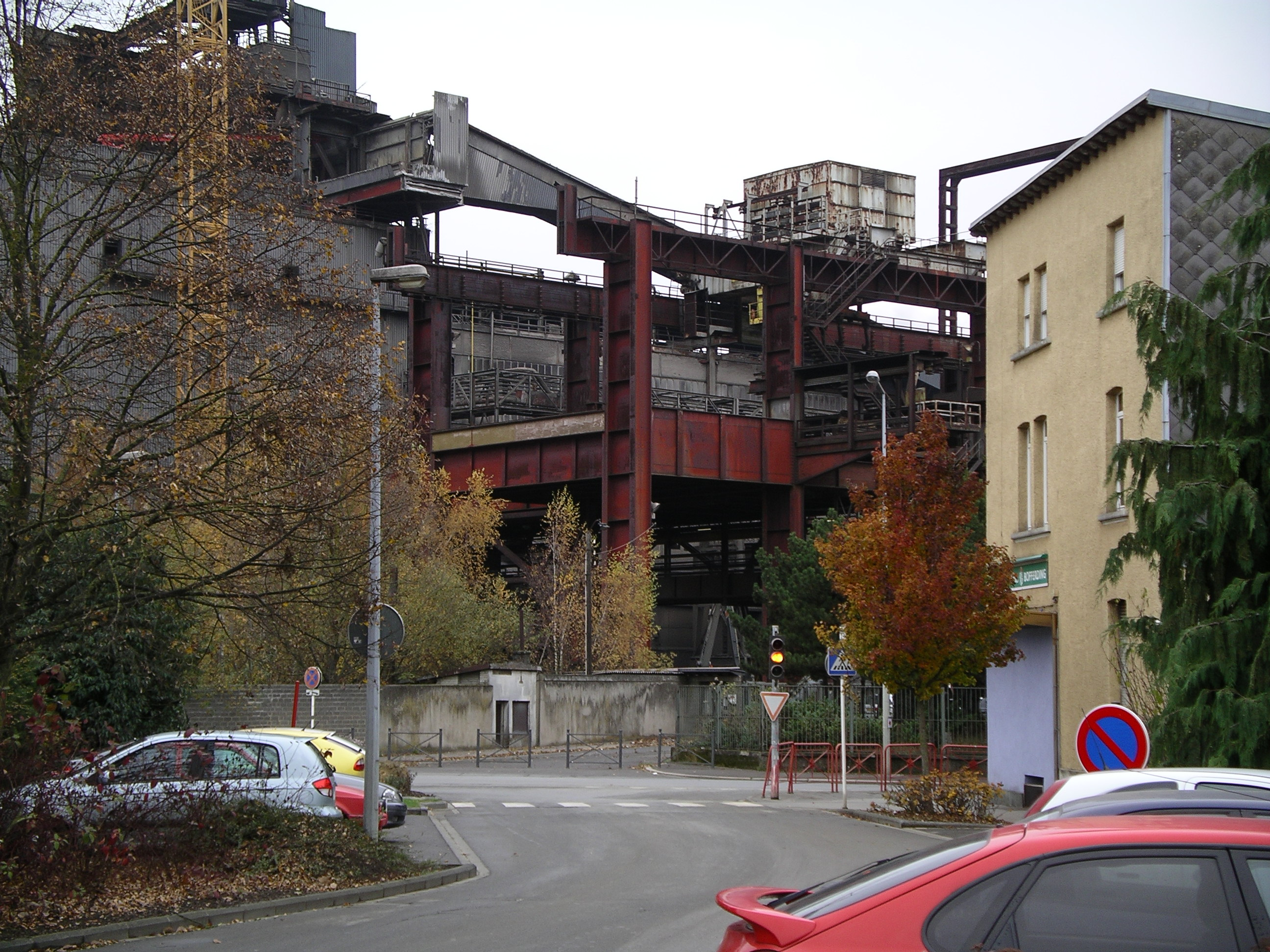
Az ArcelorMittal egy üzeme

A luxemburgi iparosodás kezdetei a 19. századra tehetők, elsősorban az 1840-es években feltárt vasérckincsnek köszönhetően. Az ipar legjelentősebb ágazatai ezután a bányászat, a kohászat és a fémfeldolgozás lettek. A nehézipar dominanciája egészen 1973-ig, az első olajárrobbanásig tartott, amikor is az ipar elvesztette vezető helyét és a szolgáltatási szektor indult fejlődésnek.
2002-ben az ARBED (Aciéres réunies du Burbach, Eich, Dudelange) egyesült két másik acélipari vállalkozással, az UNISOR és az ACERALIA vállalatokkal és ARCELOR létrehozták az acélipar egyik legnagyobb vállalatát, amely 2005-ben 46,7 millió tonna acélt állított elő világszerte és 32,6 milliárd dolláros bevételt könyvelt el. 2006 januárjában az indiai eredetű Mittal acélipari vállalat ajánlatot tett a két vállalat összeolvasztására, majd az engedélyezési eljárás után 2006 júniusában létrejött a világ legnagyobb acélipari vállalata, az ArcelorMittal.
A luxemburgi kormány aktívan támogatja a gazdaság diverzifikálódását, új ágazatok megtelepülését, ennek köszönhető pl. az anyagtechnológiában a DuPont vagy a Guardian Glass megtelepedése, illetve számos autóipari beszállító (Goodyear, Delphi) is üzemet létesített Luxemburgban.

#### Bankszektor

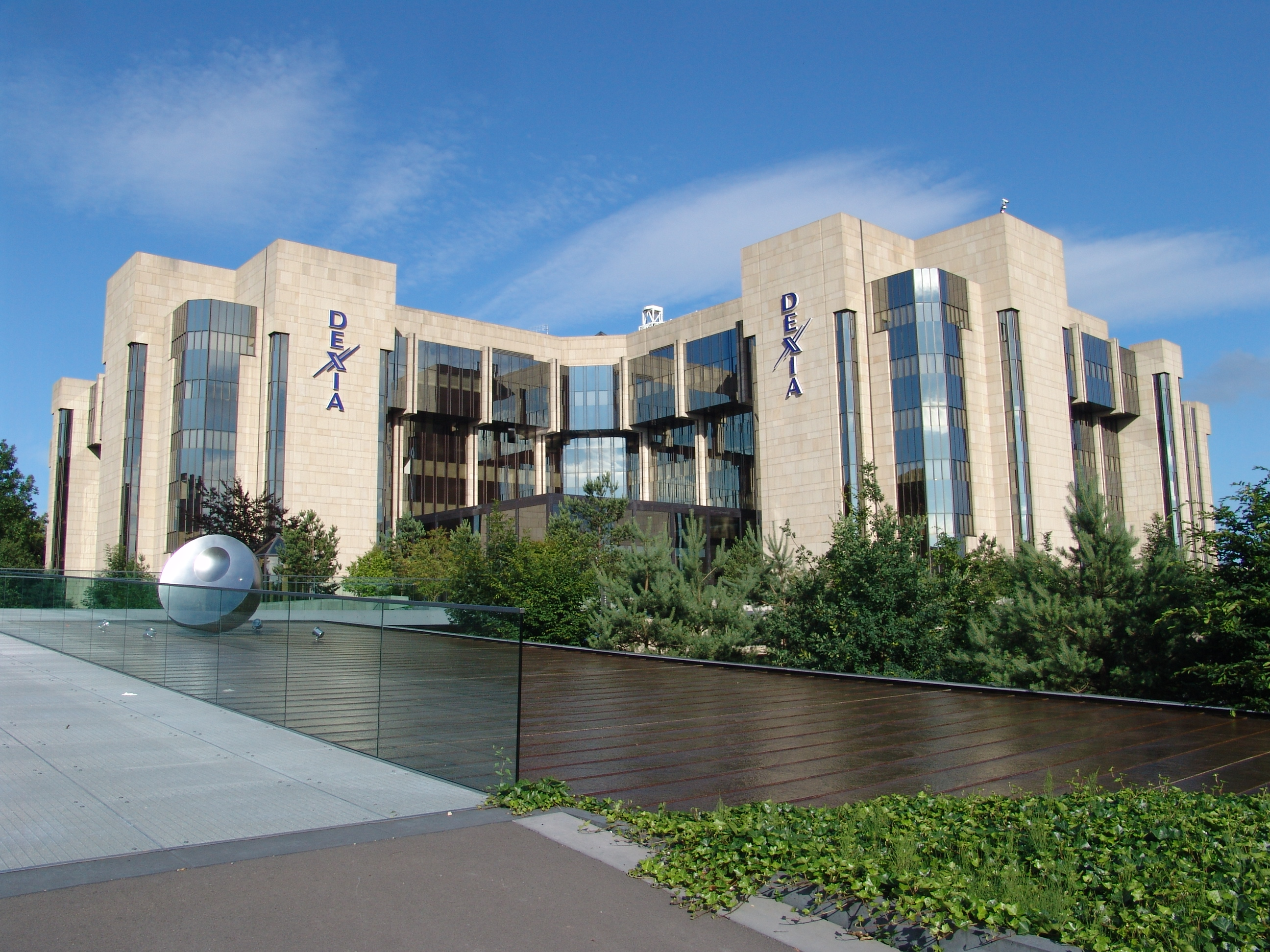
A Dexia banképülete a fővárosban

A luxemburgi bankszektor az 1960-as, 1970-es években indult rohamos fejlődésnek, elsősorban az európai közös piac kialakítására tett kísérletek következményeként. Az 1980-as évektől kezdve nagy számban telepedtek meg az országban az európai bankok tőzsdei részlegei, illetve különféle befektetési alapok. Ez részben az ország politikai-jogi stabilitásának, részben a bankszektornak kedvező törvények és szabályozásoknak köszönhető. A bankok és befektetési alapok után számos biztosító társaság, illetve a banki szektornak szolgáltatásokat nyújtó cég is megtelepedett.
Napjainkban a 2008-as pénzügyi válság ellenére is Luxemburg a világon a második legnagyobb központja a befektetési alapoknak (az Egyesült Államok után), a legnagyobb európai viszontbiztosítási központ és az eurozóna legnagyobb privát banki központja.
| Bank nemzetisége   | Bankok száma |
| ------------------ | ------------ |
| Luxemburg, Belgium | 15           |
| Németország        | 44           |
| Franciaország      | 15           |
| Olaszország        | 11           |
| Svájc              | 11           |
| Egyesült Királyság | 8            |
| Svédország         | 7            |
| USA                | 6            |
| Japán              | 5            |
| Egyéb              | 28           |

#### Kommunikáció, digitális gazdaság, média
Luxemburg mindig is jelentős szerepet játszott az európai kommunikációs piacon két óriáscég jelenléte miatt. Az egyik az RTL (Radio Télévision Luxembourg ), amely napjainkban Európa egyik legnagyobb televíziós és rádiós vállalkozása (többek között Magyarországon is jelen van az RTL Klub csatornával).
A másik az SES, a világ egyik legnagyobb műholdüzemeltető vállalata, amely az ASTRA és a WORLD SKIES műholdak révén a világ lakosságának 99%-át eléri az általa sugárzott műsorokkal.
A két óriás mellett a telekommunikációs és az informatikai szektor egyéb vállalkozásai is megtelepedtek, többek között a Skype központja is Luxemburgban van bejegyezve.

### Logisztika
Európában egyedülálló, központi fekvésének köszönhetően Luxemburg jelentős logisztikai központ, míg a Cargolux légiközlekedési vállalat Európa legnagyobb, a világon pedig az ötödik légi teherszállítási vállalat. Egy nemrégiben elfogadott törvénynek köszönhetően a Findel repülőtér közelében egy logisztikai központ építését kezdték meg, ahol elsősorban nagy értékű, kis volumenű áruk (pl. értékes borok, órák, ékszerek) tárolását tudják vállalni vámszabadterületen.

## Közlekedés

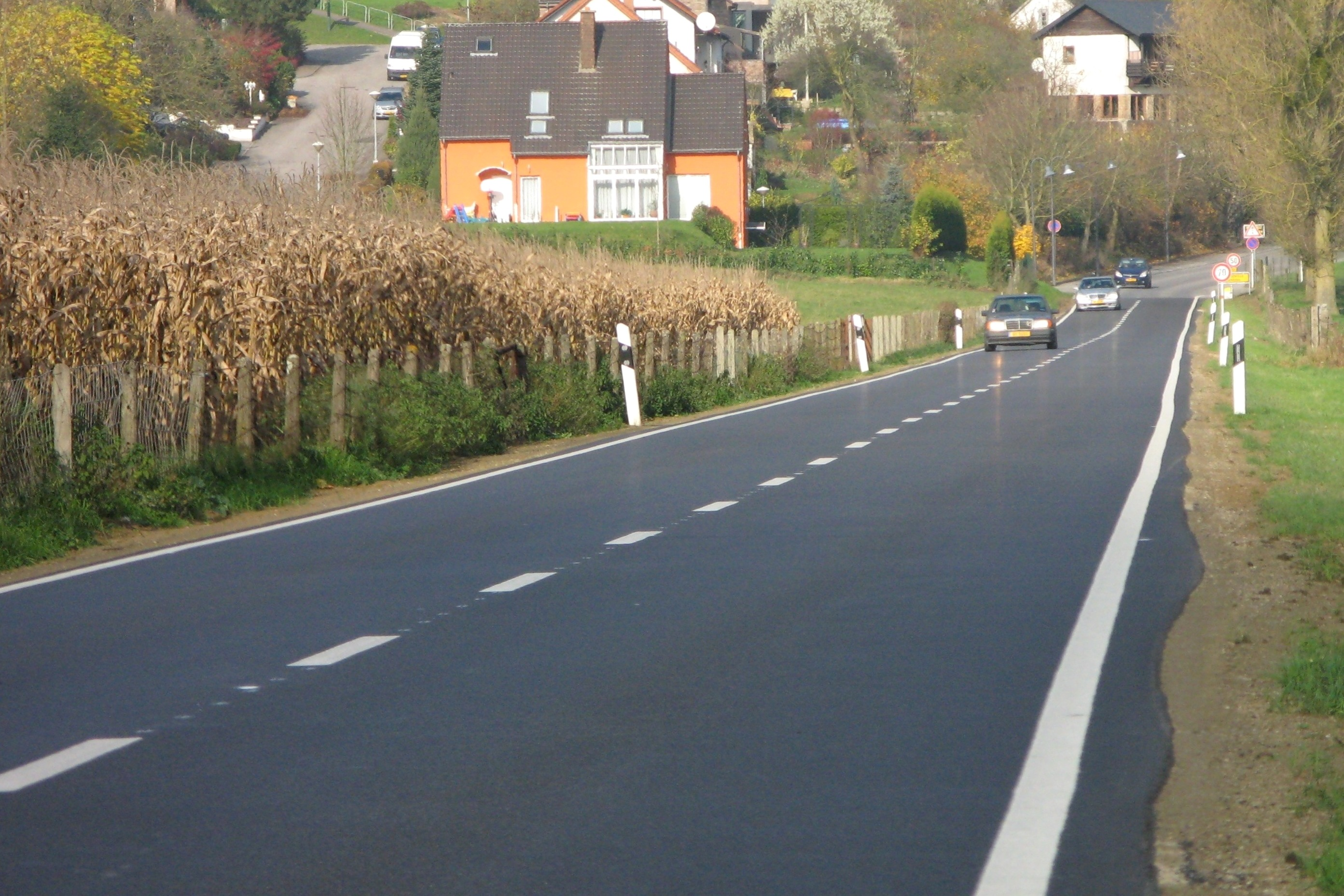
101-es mellékút

### A főváros közösségi közlekedése
Az országban 2017. december 10-én kezdődtek meg az első villamosvonal munkálatai, amelyek még 2020-ban is tartanak. A Kirchberg/Luxexpo és Stäreplatz/Étoile megállók között már jártak villamosok, amikor elkezdődött a Stäreplatz/Étoile-t a Gare Centrale-lal (a főváros főpályaudvarával) összekötő sínpár építése. 2023-ra a tervek szerint elkészül a pályaudvart a Gasperisch városrészben található Cloche d’Or bevásárlóközpontot összekötő szakasz.
2020. március 1-jétől az országban ingyenessé tettek minden tömegközlekedési eszközt (buszt, vonatot és villamost). Kivételt jelentenek az ingyenesség alól a Németországba, Belgiumba és Franciaországba tartó járatok, valamint a vonatok első osztályai.

### Légi közlekedés
Luxemburg egyetlen nemzetközi repülőtere a Findel, 6 km-re a fővárostól Luxembourgtól és 40 km-re a németországi Triertől. 1945-ben nyílt meg, korábban a helyén egy a 30-as évektől működő kisebb repülőtér volt. A személyi forgalmat lebonyolító luxemburgi légitársaság a Luxair, a teherforgalomé a Cargolux.
2010-ben a luxemburgi reptér 1 551 000 utast fogadott és 628 361 tonna áruforgalmat bonyolított le (az egy évvel korábbi adat 788 224 tonna volt, de a gazdasági világválság miatt a teherforgalom is erősen visszaesett).

### Úthálózat
Az országban összesen 2899 km szilárd útburkolattal ellátott út van, ebből 152 km az autópályák hossza (amelyek használata személygépkocsik számára ingyenes).

### Gépkocsiállomány
2010-ben Luxemburgban összesen 408 000 járművet tartottak nyilván, ebből 331 000 személygépkocsi volt. A legkedveltebb márkának a Volkswagen (13,9%), a BMW (8,6%) és az Audi (7,6%) számít. 2010-ben több mint 52 000 új járművet helyeztek forgalomba, ebből 47 265 volt az új személygépkocsik száma.

## Telekommunikáció
| Hívójel prefix | LX |
| ITU zóna       | 27 |
| CQ zóna        | 14 |

## Kultúra

### Oktatási rendszer
Luxemburgban 12 év a tankötelezettség, 4 éves kortól 16 éves korig. Analfabétizmus az országban nincsen(0%).
Az alapfokú oktatás:
Az alapfokú oktatás 3 éves kortól kezdődhet és tart 11 éves korig:
1 ciklus: 3-5 éves kor között.
1999 óta lehetőség van 3 éves kortól részt venni hagyományos óvodai foglalkozásokon (éducation précoce). Ez fakultatív.
4 éves kortól 5 éves korig vannak az iskolaelőkészítő (nagycsoportos) foglalkozások (éducation préscolaire), ezek már kötelezőek.
Általános iskolai oktatás: (enseignement primaire)
A 2. és 4. ciklus alatt folyik az általános iskolai oktatás, ezután következnek a középiskolai tanulmányok (avis d'orientation).
2 ciklus: 6-7 éves kor között,
3 ciklus: 8-9 éves kor között,
4 ciklus: 10-11 éves kor között.
A középfokú oktatás: (enseignement postprimaire)
A középfokú oktatás legalább 16 éves korig tart.
szakmát adó technikum (enseignement secondaire technique) vagy hagyományos gimnázium (enseignement secondaire classique) irányban. A technikum lehet 5 éves, ami szakmunkásbizonyítvánnyal zárul, vagy 6-8 éve, ami szakközépiskolai bizonyítvánnyal zárul.
A gimnáziumban 7 év alatt lehet záróvizsgát tenni. Az utolsó 3 évben szakirányosodnak a diákok a következők szerint: nyelvek, matematika-informatika, természettudományok-matematika, gazdasági ismeretek-matematika, művészetek, zene, humán tárgyak-szociológia.
Egyik képzési formából gyakorlatilag nincs átjárás a másik képzési formába.
Felsőfokú tanulmányok: Luxemburgnak 2003 óta van saját egyeteme. A Luxemburgi Egyetemen (Université du Luxembourg) mind bachelor, mind master képzésen, továbbá doktorandusz képzésen is részt lehet venni.
Luxemburg sokat költ oktatásra, a szociális kiadások 11,5%-a erre megy el.
A PISA tesztekben 2009-ben matematikában a 7. helyen (Magyarország a 29. helyen), természettudományokban a 12. helyen (Magyarország a 22. helyen), szövegértésben a 18. helyen végzett (Magyarország a 26. helyen).

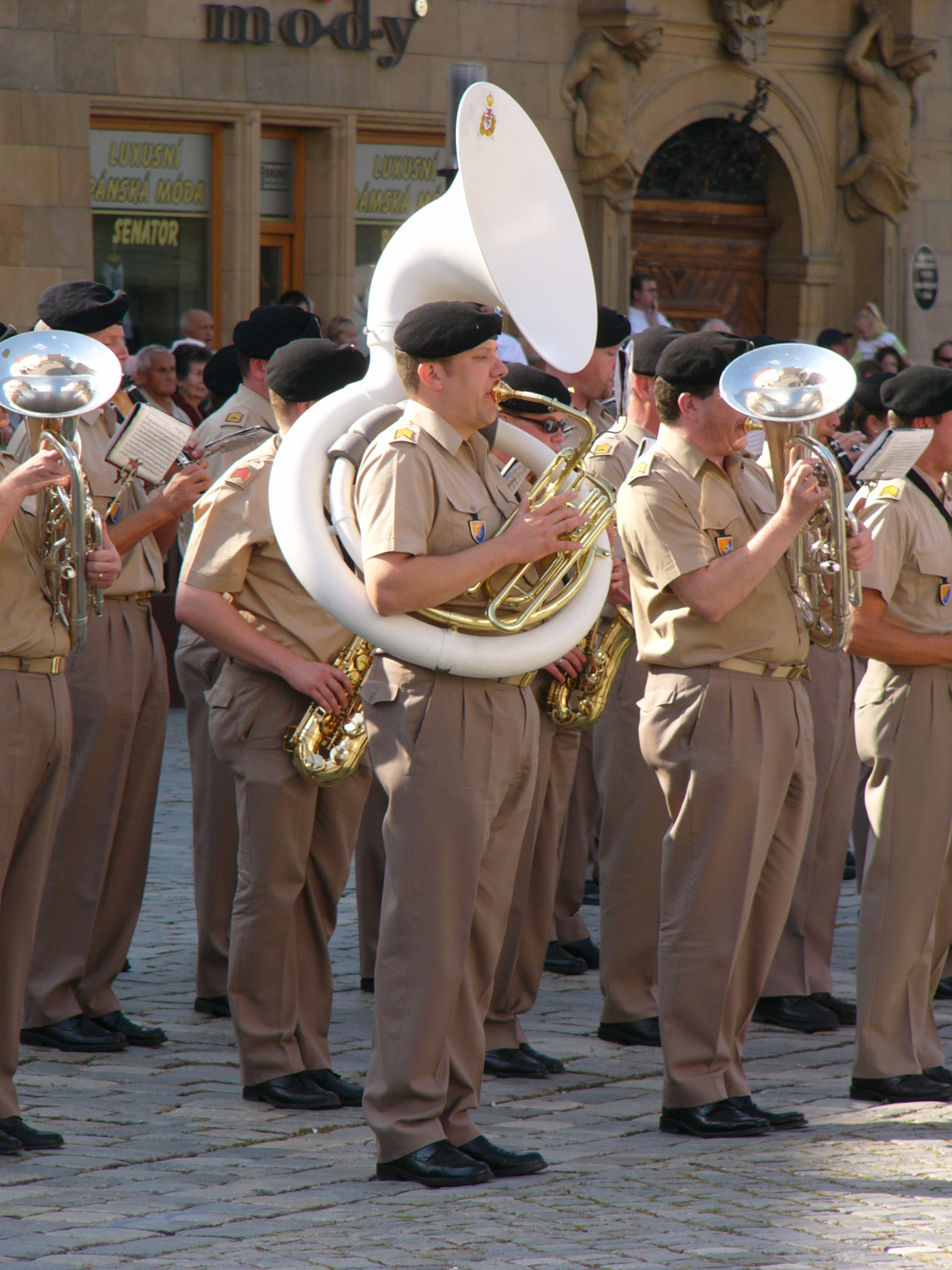
Katonai parádé

### Kulturális intézmények
2007-ben a luxemburgi régióban zajlottak az Európa kulturális fővárosa intézményéhez kapcsolódó kulturális programok.
Az UNESCO a világ kulturális öröksége részének tekinti Luxembourg város óvárosát és erődrendszerét.
2003. októberében nyílt meg Luxembourgban a német-francia-luxemburgi kulturális intézet, Institut Pierre Werner néven(Pierre Werner Luxemburg miniszterelnöke volt 1959–1974 és 1979–1984 között).
A Luxemburgi Nagyhercegség kultúráját Magyarországon a Lëtzebuerger Zentrum hivatott bemutatni.

### Tudomány
A luxemburgi tudományos kutatás történetét két nagy név fémjelzi: Henri Owen Tudor, az ólomakkumulátor feltalálója, valamint Gabriel Lippmann, aki 1908-ban fizikai Nobel-díjat kapott a színek fényképészeti reprodukálásával foglalkozó elméleti és gyakorlati munkásságáért.
1999-ben önálló kutatási minisztériumot hoztak létre az országban. A kutatásra és fejlesztésre fordított összegek az 1999-es 11 millió euróról 2003-ra 34 millióra emelkedtek (a bruttó nemzeti termék, a GDP 0,18%-a). A kormányzati cél az, hogy ezek a ráfordítások 2010-re elérjék a GDP 1%-át.

### Szokások, illemtan
A kezdeti ismeretség esetén az üdvözlések visszafogottak és formálisak a luxemburgiak között, egész addig, amíg a kapcsolat el nem mélyül. A leggyakoribb üdvözlési forma a rövid kézfogás.
A legközelebbi barátok háromszoros csókkal üdvözlik egymást, amit a bal arcnál kezdenek, amely történhet férfi és nő, illetve nő és nő között, de a férfiak csak kézfogással üdvözlik egymást. Az embereket, ha monsieur (úr) vagy madame (asszony) jelzőkkel szólítjuk, illik hozzátenni (ismertség esetén) a vezetéknevét is. Keresztnevet csak szorosabb ismeretség esetén használnak.
Meghívás esetén a háziasszonynak illik virágot vagy egy doboz csokoládét hozni. A teázásra való meghívás olyan, mint egy vacsorameghívás, ezért ugyanúgy ajándékot szokás arra is vinni. Ha virágot ajándékozunk, akkor az ne legyen krizantém, mivel az temetésekre való. Vendégségben a gyerekeknek is lehet kis ajándékot hozni. Ha átveszünk ajándékot, azt nem illik más vendégek jelenlétében felbontani.
Illetlenség az asztalra könyökölni (mint mindenütt).

### Gasztronómia
Luxemburg földrajzi elhelyezkedése az újlatin és a germán világ között kihatással van a helyi konyhára, amely jelleg bizonyos nemzeti specialitásokban észlelhető, többek között a francia főzésmód befolyásolta gazdag péksütemény-kultúrában, illetve a német hatásra kifejlődő egyszerűbb paraszti ételekben, amelyek az alkotórészét képzik a luxemburgi gasztronómiának, ugyan ez az utóbbiakban diverzifikálódott a méretes olasz és portugál bevándorló közösségek miatt.

## Turizmus
A turizmus kiemelt fontosságú része a luxemburgi nemzetgazdaságnak, mivel a GDP 8.3%-át tette ki, valamint 25 000 embert foglalkoztatott 2009-ben ez az iparág. A 2008-ban kirobbant gazdasági világválság ellenére továbbá is jelentős szerepet játszik a Nagyhercegségben, tekintettel arra, hogy az évi látogatószámok rendszeresen meghaladják a 900 000-et. Ugyan Luxemburg számtalan építészeti, gasztronómiai, illetve történelmi jelentőséggel bíró látnivalót, látványosságot kínál a turistáknak, az utóbbi évtizedben elsősorban az üzleti utazók (akik a látogatók 44%-át jelentették) körében vált népszerű célponttá a Franciaország, Németország, és Belgium által határolt törpeállam. Egyesek szerint ez az ország jó földrajzi adottságaival és az infrastruktúra magas fejlettségével indokolható, habár Luxemburgot Európa nagy pénzügyi és üzleti központjainak, fellegvárainak egyikeként tartják számon.

## Sport
Profi országúti kerékpárversenyzői:
Andy Schleck, Fränk Schleck, Kim Kirchen, Bob Jungels, Laurent Didier.
A Schleck testvérekre épülve 2011 óta hazai bejegyzésű WorldTour csapata is van az országnak, jelenleg RadioShack-Leopard néven.